# Eithinoha
Eithinoha var hos irokesindianerna i USA motsvarigheten till västerlandets "moder jord". Moder till Onatha.
Eithinoha associerades med fruktbarhet och sådd; vår och sommar.